# أوسو كونان
أوسو كونان أنيسيت (23 يناير 1989 - 3 يناير 2022)، هو لاعب كرة قدم افواري متوفي لعب لعدة أندية منها نادي الأهلي المصري والترجي التونسي و نادي هجر السعودي و نادي البكيرية السعودي.

## روابط خارجية
- أوسو كونان على موقع اتحاد تركيا (لاعب) (الإنجليزية)
- أوسو كونان على موقع قاعدة بيانات كرة القدم.إي يو (الإنجليزية)
- أوسو كونان على موقع ليكيب (الفرنسية)
- أوسو كونان على موقع عالم كرة القدم.نت (الإنجليزية)
- أوسو كونان على موقع AS.com (الإسبانية)